# Argyrodes ambalikae
Argyrodes ambalikae là một loài nhện trong họ Theridiidae.
Loài này thuộc chi Argyrodes. Argyrodes ambalikae được Benoy Krishna Tikader miêu tả năm 1970.